# Casa Mediterrani
La Casa Mediterrani és un consorci públic promogut pel Ministeri d'Afers exteriors i de Cooperació i l'Agència Espanyola de Cooperació Internacional per al Desenvolupament, amb la col·laboració de la Generalitat Valenciana i els ajuntaments d'Alacant i Benidorm. Té la seua seu oficial en l'antiga estació de Benalua d'Alacant, enfront de la plaça de l'arquitecte Miguel López.
Es tracta d'una institució pública per al coneixement mutu entre Espanya i la resta de països que limiten amb la mar Mediterrània. Les seues activitats s'articulen en cinc àrees: diplomàcia pública, cultura i patrimoni, governança i cooperació, medi ambient i turisme sostenible i economia i desenvolupament. Casa Mediterrani forma part de la Xarxa de Cases juntament amb Casa Àfrica, Casa Amèrica, Casa Àrab, Casa Àsia i el Centre Sepharad-Israel.